# Cratere Bahn
Bahn  è un cratere sulla superficie di Marte.